# Physique ou Chimie (série télévisée)
Physique ou Chimie (Física o Química) est une série télévisée espagnole en 77 épisodes de 80 minutes créée par Carlos Montero et diffusée entre le 4 février 2008 et le 13 juin 2011 sur Antena 3.
En France, la série est diffusée dans un format de 52 minutes depuis le 21 août 2009 sur NRJ 12, depuis le 8 février 2010 sur June et à partir du 1er septembre 2014 sur Numéro 23 ainsi que sur les chaînes locales 7L TV (Montpellier), NRJ Paris (Paris) et Télé Miroir (Nîmes). Elle revient quotidiennement sur Numéro 23 au mois d'août 2015 et sur June de mars à juin 2016 et de nouveau reprise des saisons au début du mois de juillet et poursuivi en août 2016, sur June. Au Québec, elle est diffusée sur ICI TOU.TV.
La série a été arrêtée le 13 juin 2011 en majeure partie à cause des audiences en chute après plus de trois ans de succès, 7 saisons et 77 épisodes. Tous les anciens personnages sont présents dans le dernier épisode, à l'exception d'Úrsula Corberó et Maxi Iglesias, qui n'ont pas pu être présents pour le tournage. Ils apparaissent néanmoins sur une vidéo sur le portable de Joy, joué par Andrea Duro.
En juin 2016, la chaine espagnole Atreseries organise les retrouvailles des acteurs 5 ans après l'arrêt de la série lors d'une émission spéciale.
En juillet 2020, il est annoncé que la série aura le droit à deux nouveaux épisodes se déroulant à un mariage 9 ans après l’arrêt de la série.

## Synopsis
Dans cette série, le téléspectateur assiste au quotidien d'un lycée espagnol, le lycée Zurbarán, selon le point de vue de jeunes enseignants. Les appréhensions des personnages principaux au sujet de leur nouveau travail d'éducateurs, les conflits et interactions entre les professeurs et leurs élèves, ainsi que les premières amours des étudiants sont décrits au cours des épisodes de cette série.

## Personnages principaux

### Étudiants de Zurbarán
- Andrea Duro (VF : Manon Azem) : Joy Freire Caballar (Yolanda « Yoli » en VO)
- Javier Calvo (VF : Yoann Sover) : Frédéric « Fred » Redondo Ruano (Fernando « Fer » en VO)
- Adrián Rodríguez (VF : Pascal Grull) : David Ferrán Quintanilla – Saisons 4 à 7, récurrent saison 3
- Úrsula Corberó (VF : Caroline Pascal) : Ruth Gomèz Quintana – Saisons 1 à 6, invitée saison 7
- Angy Fernández (VF : Kelly Marot) : Paola Blasco Prieto (Paula en VO) – Saisons 1 à 6, invitée saison 7
- Gonzalo Ramos (VF : Alexis Tomassian) : Jules de la Torre Reig (Julio en VO) – Saisons 1 à 5, récurrent saison 6, invité saison 7
- Maxi Iglesias (VF : Benjamin Pascal) : César Cabano de Vera – Saisons 1 à 5, invité saison 7
- Sandra Blázquez (es) (VF : Fily Keita) : Alma Núñez Fontdevilla – Saisons 3 à 7
- Adam Jezierski (VF : Donald Reignoux) : Grégory « Greg » Martínez Mora (Gorka en VO) – Saisons 1 à 4, récurrent saison 5 et 6, invité saison 7
- Alex Batllori (VF : Hervé Grull) : Alvaro Soler – Saisons 5 à 7
- Nasser Saleh (VF : Arthur Pestel) : Rashid Lorente Arco « Román » – Saisons 5 à 7
- Lucia Ramos (VF : Charlyne Pestel) : Teresa Parrá Lebrón – Saisons 5 à 7
- Álex Martínez (VF : Jonathan Amram) : Salvador « Salva » Quintanilla – Saisons 6 et 7
- Leonor Martín (VF : Alexandra Garijo) : Lola Ariste Espinel (Covadonga « Cova » en VO) – Saisons 1 à 3, récurrente saison 6, invitée saisons 5 et 7
- Óscar Sinela (VF : Alexandre Nguyen) : Diego Domínguez Palma (Joaquín « Quino » en VO) – Saisons 3 et 4
- Álex Hernández (es) (VF : Thibaut Belfodil) : Jon – Saisons 6 et 7
- Lorena Mateo (es) (VF : Olivia Luccioni) : Daniela Vaquero Castiñeira – Saisons 6 et 7, récurrente saison 5
- Andrés Cheung (VF : Taric Mehani) : Jan Taeming – Saisons 1 et 2, invité saison 7
- Karim El-Kerem (VF : Emmanuel Garijo) : Isaac Blasco Prieto – Saisons 1 et 2
- Irene Sánchez (es) (VF : Karine Foviau) : Violette Cortés Calvo (Violeta en VO) – Saisons 3 et 4

### Personnel de Zurbarán
- Ana Milán (VF : Nathalie Homs) : Olivia Díaz Centeno (Olimpia en VO) – Saisons 1 à 7
- Blanca Romero (es) (VF : Véronique Desmadryl) : Irène Calvo Azpeolea – Saisons 1 à 4, invitée saison 7
- Cecilia Freire (VF : Marie Chevalot) : Blanche Román Hernández (Blanca en VO) – Saisons 1 à 4, invitée saison 7
- Nuria González (VF : Isabelle Leprince) : Clara Yanes Mediavilla – Saisons 1 à 6, invitée saison 7
- Joaquín Climent (es) (VF : Bruno Magne) : Alphonse Madrona Bermúdez (Adolfo en VO) – Saisons 1 à 4, invité saison 7
- José Manuel Seda (VF : Marc Bretonnière) : Martin Aguilar Novallas – Saisons 3 à 6, invité saison 7
- Olivia Molina (VF : Barbara Beretta) : Verónica Lebrón Cervantes – Saisons 5 à 7
- Bart Santana (VF : Nessym Guetat) : Rock Madrona Fuentes (Roque en VO) – Saisons 1 à 5
- Álex Barahona (es) (VF : Frédéric Popovic) : Alberto « Berto » Freire Caballar – Saisons 3 à 5, récurrent saisons 2 et 6, invité saison 7
- Marc Clotet (VF : Benoît DuPac) : Vincent Vaquero Castineira (Vicente en VO) – Saisons 4 à 7
- Cristina Alcazar (VF : Malvina Germain) : Marina Conde – Saisons 5 et 6, invitée saison 7
- Fernando Andina (VF : Xavier Fagnon) : Enrique Lubián Solis – Saison 7
- Michel Brown (VF : Jérémy Prevost) : Miguel Belaza – Saison 2
- Enrique Arce (VF : Patrick Borg) : Arturo Ochando Villalba – Saisons 6 et 7
- Xavi Mira (VF : Constantin Pappas) : Félix Alonso Arenes  – Saisons 1 et 2, récurrent saison 3 et 5, invité saison 7
- Sergio Mur (VF : Guillaume Lebon) : Jorge – Saison 6, récurrent saison 5
- Juan Pablo Di Pace (VF : Damien Boisseau) : Xavier « Xavi » Lopez Navarro – Saison 7
- Sabrina Garciarena (VF : Laura Préjean) : Sara Pires – Saison 7
- Michel Gurfi (es) (VF : Frédéric Popovic) : Jonathan – Saison 1

 Source et légende : version française (VF) sur RS Doublage

## Épisodes
Les épisodes dans la version originale durent 70 minutes, alors que dans la version française ils sont de 50 minutes. Il est donc difficile de trouver un équivalent dans le suivi des épisodes au fil des saisons.
Concernant la musique il est à noter que chaque épisode a sa propre bande originale en rapport avec l'histoire.

### Version originale
Le générique de la série est « Fisica o Quimica » par le groupe Despistaos, par El Sueño de Morfeo pendant la saison 5, par Angy Fernández durant la saison 6 (en Espagne), puis de nouveau Despistaos dans la saison 7.

#### Saison 1
| No.       | Titre                                 | Diffusion       | Audience                           |
| --------- | ------------------------------------- | --------------- | ---------------------------------- |
| 01 (1x01) | Cosas que hacer antes de estar muerto | 4 février 2008  | 3 689 000 téléspectateurs (20,9 %) |
| 02 (1x02) | Sólo es sexo                          | 11 février 2008 | 3 542 000 téléspectateurs (20,3 %) |
| 03 (1x03) | Daños colaterales                     | 18 février 2008 | 3 336 000 téléspectateurs (18,8 %) |
| 04 (1x04) | Hace falta valor                      | 25 février 2008 | 2 501 000 téléspectateurs (11,9 %) |
| 05 (1x05) | El precio de la verdad                | 10 mars 2008    | 2 970 000 téléspectateurs (17,8 %) |
| 06 (1x06) | Egoísmo razonable                     | 17 mars 2008    | 2 678 000 téléspectateurs (16,9 %) |
| 07 (1x07) | Secretos y mentiras (1re partie)      | 24 mars 2008    | 3 244 000 téléspectateurs (18,7 %) |
| 08 (1x08) | Secretos y mentiras (2de partie)      | 31 mars 2008    | 3 492 000 téléspectateurs (20,2 %) |

#### Saison 2
| No.       | Titre                                           | Diffusion         | Audience                           |
| --------- | ----------------------------------------------- | ----------------- | ---------------------------------- |
| 09 (2x01) | Las mejores intenciones                         | 8 septembre 2008  | 2 572 000 téléspectateurs (16,6 %) |
| 10 (2x02) | El corazón tiene razones que la razón desconoce | 15 septembre 2008 | 2 610 000 téléspectateurs (16,2 %) |
| 11 (2x03) | Una cuestión de equilibrio                      | 22 septembre 2008 | 2 853 000 téléspectateurs (16,2 %) |
| 12 (2x04) | Yo soy yo… y mi circunstancia                   | 29 septembre 2008 | 2 678 000 téléspectateurs (15,6 %) |
| 13 (2x05) | De la amistad                                   | 6 octobre 2008    | 2 731 000 téléspectateurs (15,7 %) |
| 14 (2x06) | Verdades aplazadas                              | 13 octobre 2008   | 2 997 000 téléspectateurs (16,7 %) |
| 15 (2x07) | El pasado siempre llama dos veces               | 20 octobre 2008   | 3 054 000 téléspectateurs (17,1 %) |
| 16 (2x08) | Elecciones                                      | 27 octobre 2008   | 2 988 000 téléspectateurs (17,3 %) |
| 17 (2x09) | Adictos                                         | 3 novembre 2008   | 3 210 000 téléspectateurs (17,3 %) |
| 18 (2x10) | Mentiras tan frías                              | 10 novembre 2008  | 3 184 000 téléspectateurs (17,5 %) |
| 19 (2x11) | Cuestión de confianza                           | 17 novembre 2008  | 3 327 000 téléspectateurs (19,0 %) |
| 20 (2x12) | Te quiero y es mi culpa                         | 24 novembre 2008  | 3 152 000 téléspectateurs (17,9 %) |
| 21 (2x13) | El eterno retorno (1re partie)                  | 1er décembre 2008 | 3 307 000 téléspectateurs (18,5 %) |
| 22 (2x14) | El eterno retorno (2de partie)                  | 8 décembre 2008   | 3 916 000 téléspectateurs (22,1 %) |

#### Saison 3
| No.       | Titre                         | Diffusion     | audience                           |
| --------- | ----------------------------- | ------------- | ---------------------------------- |
| 23 (3x01) | Empezar de nuevo              | 13 avril 2009 | 2 951 000 téléspectateurs (15,7 %) |
| 24 (3x02) | El adiós                      | 20 avril 2009 | 3 036 000 téléspectateurs (16,8 %) |
| 25 (3x03) | Crimen y castigo              | 27 avril 2009 | 3 171 000 téléspectateurs (17,5 %) |
| 26 (3x04) | ¿Y tú qué te apuestas?        | 4 mai 2009    | 3 128 000 téléspectateurs (17,1 %) |
| 27 (3x05) | La prueba                     | 11 mai 2009   | 3 120 000 téléspectateurs (17,2 %) |
| 28 (3x06) | Yo te atraigo, tu me atraes…  | 18 mai 2009   | 3 104 000 téléspectateurs (16,9 %) |
| 29 (3x07) | Lo que no me atrevo a decirte | 25 mai 2009   | 3 233 000 téléspectateurs (17,9 %) |
| 30 (3x08) | Yo nunca he…                  | 1er juin 2009 | 2 596 000 téléspectateurs (16,9 %) |
| 31 (3x09) | Superación                    | 8 juin 2009   | 3 001 000 téléspectateurs (16,2 %) |
| 32 (3x10) | Salto al vacío (1re partie)   | 15 juin 2009  | 3 116 000 téléspectateurs (17,7 %) |
| 33 (3x11) | Salto al vacío (2de partie)   | 22 juin 2009  | 2 898 000 téléspectateurs (17,6 %) |

#### Saison 4
| No.       | Titre                     | Diffusion         | Audience                           |
| --------- | ------------------------- | ----------------- | ---------------------------------- |
| 34 (4x01) | El final del verano       | 22 septembre 2009 | 3 027 000 téléspectateurs (17,5 %) |
| 35 (4x02) | Maternidad                | 23 septembre 2009 | 2 924 000 téléspectateurs (17,2 %) |
| 36 (4x03) | Cuestión de posibilidades | 30 septembre 2009 | 2 931 000 téléspectateurs (16,9 %) |
| 37 (4x04) | Lo hago por tu bien       | 7 octobre 2009    | 3 059 000 téléspectateurs (17,9 %) |
| 38 (4x05) | No se lo cuentes a nadie  | 14 octobre 2009   | 3 133 000 téléspectateurs (17,2 %) |
| 39 (4x06) | Sinceramente…             | 21 octobre 2009   | 3 034 000 téléspectateurs (18,1 %) |
| 40 (4x07) | Confía en mi…             | 28 octobre 2009   | 2 894 000 téléspectateurs (16,9 %) |
| 41 (4x08) | Tu primero…               | 4 novembre 2009   | 3 243 000 téléspectateurs (20,1 %) |
| 42 (4x09) | Aceptar responsabilidades | 11 novembre 2009  | 2 949 000 téléspectateurs (17,7 %) |
| 43 (4x10) | Otra oportunidad          | 18 novembre 2009  | 2 914 000 téléspectateurs (17,4 %) |
| 44 (4x11) | Autocontrol               | 25 novembre 2009  | 2 559 000 téléspectateurs (15,7 %) |
| 45 (4x12) | El tránsito a Venus       | 2 décembre 2009   | 2 818 000 téléspectateurs (16,6 %) |
| 46 (4x13) | Renuncias… (1re partie)   | 9 décembre 2009   | 2 873 000 téléspectateurs (16,7 %) |
| 47 (4x14) | Renuncias… (2de partie)   | 16 décembre 2009  | 3 317 000 téléspectateurs (19,9 %) |

#### Saison 5
Blanca Romero (Irène, professeur de philosophie dans la série) a annoncé dans une interview accordée à la revue espagnole Semama (mode, people) que : « après son grand succès en Espagne, la série devrait continuer a priori encore deux saisons ».
Ainsi la série aurait 6 saisons en Espagne. Par ailleurs l'actrice a annoncé que l'avenir des personnages serait abordé après le tournage de la 4e saison.
Le tournage de la 5e saison a débuté le 1er mars 2010 avec l'arrivée de deux nouveaux professeurs, Veronica interprétée par Olivia Molina et Marina interprétée par Cristina Alcazar, ainsi que de trois nouveaux élèves, Roman (Nasser Saleh), Teresa (Lucia Ramos) et Alvaro (Alex Batllori).
Cette saison devrait marquer un tournant dans l'histoire de la série, avec de nouveaux personnages et des départs. En effet, comme on le voit à la fin de la saison 4, en plus de Joaquín Climent (Alphonse, chef d'étude) qui quittait le collège au milieu de la saison, Cecilia Freire (Blanche, professeur de langue et littérature) et Óscar Sinela (Diego) faisaient également leurs adieux à Zurbarán de manière définitive.
Il y a peu Ida y Vuelta Producciones a annoncé que Úrsula Corberó (Ruth) et Angy Fernández (Paola) quittent la série pour la 6e saison.
Blanca Romero alias Irène a annoncé quitter la série pour la 5e saison.
Adam Jezierski (Greg) quitte la série après le 1er épisode mais fait cependant une apparition pendant le dernier épisode. Quant à Maxi Iglesias (César), il part définitivement lors du dernier épisode. Leonor Martin (Lola) apparait dans l'épisode final de la saison 5.
| No.       | Titre                       | Diffusion      | Audience                           |
| --------- | --------------------------- | -------------- | ---------------------------------- |
| 48 (5x01) | La fiesta                   | 11 mai 2010    | 3 022 000 téléspectateurs (16,6 %) |
| 49 (5x02) | Fotos                       | 18 mai 2010    | 2 660 000 téléspectateurs (15,5 %) |
| 50 (5x03) | Todo lo que me has ocultado | 25 mai 2010    | 2 736 000 téléspectateurs (16,1 %) |
| 51 (5x04) | El partido                  | 1er juin 2010  | 2 703 000 téléspectateurs (15,9 %) |
| 52 (5x05) | La sonrisa de la Gioconda   | 8 juin 2010    | 2 504 000 téléspectateurs (14,8 %) |
| 53 (5x06) | No te vayas                 | 15 juin 2010   | 2 459 000 téléspectateurs (14,2 %) |
| 54 (5x07) | Lo que piensan los demás    | 22 juin 2010   | 2 486 000 téléspectateurs (14,5 %) |
| 55 (5x08) | Sinceridad (1re partie)     | 29 juin 2010   | 2 374 000 téléspectateurs (15,2 %) |
| 56 (5x09) | Sinceridad (2de partie)     | 6 juillet 2010 | 2 450 000 téléspectateurs (16,5 %) |

#### Saison 6
La saison 6, tournée entre l'été et novembre 2010, compte 21 épisodes. De nouveaux personnages font leur apparition : Álex Hernández (es) interprète Jon, Álex Martínez joue le rôle de Salva et Lorena Mateo reprend le rôle de Daniela déjà apparue à la fin de la saison 5. Enrique Arce joue le rôle de Arturo Ochando, professeur de biologie ainsi que médecin.
L'avant-première a eu lieu le 7 septembre 2010 à Madrid.
Gonzalo Ramos (Jules) et Alex Barahona (Berto) quittent la série dans les épisodes 2 et 3.
Nuria Gonzalez (Clara) quitte la série dans l'épisode 11.
Adam Jezierski (Greg) revient pour les deux derniers épisodes et quitte la série en fin de saison.
Comme prévu, Úrsula Corberó (Ruth) et Angy Fernández (Paola) quittent la série à la fin de la saison.
| No.       | Titre                        | Diffusion         | Audience                           |
| --------- | ---------------------------- | ----------------- | ---------------------------------- |
| 57 (6x01) | Es hora de tomar decisiones  | 15 septembre 2010 | 2 593 000 téléspectateurs (15,4 %) |
| 58 (6x02) | Romeo y Julieta              | 21 septembre 2010 | 2 389 000 téléspectateurs (12,9 %) |
| 59 (6x03) | Deseo                        | 22 septembre 2010 | 2 304 000 téléspectateurs (12,7 %) |
| 60 (6x04) | Segundas oportunidades       | 28 septembre 2010 | 2 357 000 téléspectateurs (12,9 %) |
| 61 (6x05) | Crisis                       | 5 octobre 2010    | 2 213 000 téléspectateurs (12,0 %) |
| 62 (6x06) | La excursión                 | 12 octobre 2010   | 2 013 000 téléspectateurs (11,8 %) |
| 63 (6x07) | Táctica y estrategia         | 19 octobre 2010   | 2 143 000 téléspectateurs (12,2 %) |
| 64 (6x08) | Confesiones que nunca llegan | 26 octobre 2010   | 2 084 000 téléspectateurs (12,2 %) |
| 65 (6x09) | Lo peor de nosotros          | 2 novembre 2010   | 1 967 000 téléspectateurs (11,5 %) |
| 66 (6x10) | Cuando todo cobre sentido    | 9 novembre 2010   | 2 091 000 téléspectateurs (11,7 %) |
| 67 (6x11) | En una despedida             | 16 novembre 2010  | 2 133 000 téléspectateurs (12,3 %) |
| 68 (6x12) | Decisiones                   | 23 novembre 2010  | 2 073 000 téléspectateurs (12 %)   |
| 69 (6x13) | Carpe Diem (1re Partie)      | 30 novembre 2010  | 1 837 000 téléspectateurs (10,3 %) |
| 70 (6x14) | Carpe Diem (2e Partie)       | 14 décembre 2010  | 2 210 000 téléspectateurs (12,6 %) |

#### Saison 7
La saison 7, tournée entre le 28 février 2011 et juin 2011, compte 7 épisodes. Sa diffusion originale en Espagne a eu lieu du jeudi 5 mai 2011 au lundi 13 juin 2011 à 22h sur Antena 3. À la suite de la baisse importante des audiences, cette saison sera la dernière diffusée sur Antena 3. Cependant la chaîne et la productrice (Ida y Vuelta) n'excluent pas une suite ou un spin-off sur la chaîne de la TDT (TNT Espagna) : Antena Neox. Le spin-off a été confirmé, la distribution sera entièrement renouvelée et peut-être une autre approche de la série sera faite.
Ana Milan (Olivia), Javier Calvo (Fred), Adrian Rodriguez (David), Andrea Duro (Joy) et Sandra Blazquez (Alma) participent à cette saison.
Sergio Mur (Jorge) et Cristina Alcazar (Marina) quittent la série durant cette saison.
Trois nouveaux personnages font leur apparition dans la saison 7 : Fernando Andina est Enrique, le nouveau directeur de Zurbarán ; Sabrina Garciarena est Sara, la nouvelle professeur de philosophie ; Juan Pablo Di Pace est Xavi, le nouveau professeur d'art. Andrea Dueso rejoint également la distribution de la série durant la 7e saison. Elle y interprète le rôle de Susanna, une ex-petite amie de David durant quelques épisodes. Pour les dernières minutes de l'épisode 7, presque tous les membres de la série refont une apparition.
| No.       | Titre                         | Diffusion     | Audience                           |
| --------- | ----------------------------- | ------------- | ---------------------------------- |
| 71 (7x01) | Revolución                    | 5 mai 2011    | 1 867 000 téléspectateurs (9,8 %)  |
| 72 (7x02) | Espectáculo                   | 12 mai 2011   | 1 439 000 téléspectateurs (7,3 %)  |
| 73 (7x03) | Desnudos                      | 18 mai 2011   | 1 444 000 téléspectateurs (10,1 %) |
| 74 (7x04) | Contenido y Forma             | 25 mai 2011   | 1 454 000 téléspectateurs (11,3 %) |
| 75 (7x05) | Nunca te olvides de mi nombre | 1er juin 2011 | 1 781 000 téléspectateurs (14,1 %) |
| 76 (7x06) | Te veo                        | 6 juin 2011   | 2 035 000 téléspectateurs (10,4 %) |
| 77 (7x07) | Si pudiera volver atrás       | 13 juin 2011  | 2 140 000 téléspectateurs (12,2 %) |

## Saison 8 (Les Retrouvailles)
En avril 2020, il est annoncé que deux nouveaux épisodes sortiront prochainement, avec les protagonistes du casting originel de la série pour fêter les dix ans de la série. Les acteurs Andrea Duro, Javier Calvo, Maxi Iglesias, Angy Fernández, Sandra Blázquez (es), Adam Jezierski, Adrián Rodríguez, Leonor Martín et Andrés Cheung (les interprètes de Joy, Fred, César, Paola, Alma, Greg, David, Lola et Jan) sont déjà confirmés pour l'événement, grâce à un teaser de 15 secondes dans lequel ils apparaissent, et qui a été posté sur la chaîne YouTube de "AtresPlayer" pour annoncer la sortie de cet épisode spécial au 27 décembre 2020 sur leur plateforme.
Il en est de même actrices Ana Milán et Blanca Romero (les interprètes d'Olivia et Irène), qui seront également de retour lors de ces deux épisodes. Álex Barahona (es), Marc Clotet et Gonzalo Ramos (Berto, Vincent et Jules) apparaîtront également lors du deuxième épisode.
Ces deux épisodes spéciaux (intitulés « Cosas que hacer antes de casarse » et « Sí, puedes volver atrás ») prendront place neuf ans après Zurbarán, où une grande partie du groupe d'amis se retrouve lors d'un événement très important : le mariage de Joy et d'Oriol Puig (interprété par José Lamuño). À l'hôtel où se déroule la cérémonie, ils se remémoreront avec tendresse leurs meilleurs (et pires) moments et, en même temps, se rendront compte que le passage du temps n'a peut-être pas ravagé leurs relations passées.
Le premier épisode est sorti le 27 décembre 2020, et le second, le 3 janvier 2021.

### Version française

#### Saison 1
1. Des choses à faire avant de mourir (24 août 2009)
2. Agir ou laisser faire (25 août 2009)
3. Uniquement sexuel (26 août 2009)
4. Dommages collatéraux (27 août 2009)
5. Une victoire très curieuse (28 août 2009)
6. Il en faut du courage (31 août 2009)
7. Aller de l'avant (1er septembre 2009)
8. Le prix de la vérité (2 septembre 2009)
9. Égoïsme raisonnable (3 septembre 2009)
10. Réactions en chaîne (4 septembre 2009)
11. Secrets et mensonges (7 septembre 2009)
12. Ménage à trois (8 septembre 2009)

NB: Sur la Chaine Numéro 23, dès la première saison, il ne s'agit pas du générique original "Fisica o Quimica", mais du générique Français "Mao & Izm - Physique ou Chimie"

#### Saison 2
1. Le sens du devoir (9 septembre 2009)
2. Les meilleures intentions (10 septembre 2009)
3. Le cœur a ses raisons… (11 septembre 2009)
4. Un exercice périlleux (14 septembre 2009)
5. Toute la vérité (15 septembre 2009)
6. Jeux de rôles (16 septembre 2009)
7. De l'amitié (17 septembre 2009)
8. Des choses à cacher (18 septembre 2009)
9. Vérités différées (21 septembre 2009)
10. Travaux pratiques (22 septembre 2009)
11. A voté ! (23 septembre 2009)
12. Un nouveau départ (24 septembre 2009)
13. Addictions (25 septembre 2009)
14. Interdit aux mineurs (28 septembre 2009)
15. Tous les coups sont permis (29 septembre 2009)
16. Être fidèle à soi-même (30 septembre 2009)
17. Raison et sentiments (1er octobre 2009)
18. Mise en scène (2 octobre 2009)
19. L'éternel retour (5 octobre 2009)
20. La vie en cadeau (6 octobre 2009)
21. État de choc (7 octobre 2009)

#### Saison 3
À partir de la saison 3, la version française comporte un nouveau générique en français chanté par Mao.
1. Nouveau départ (30 septembre 2010)
2. Soupçons (1er octobre 2010)
3. Violette (4 octobre 2010)
4. L'adieu (5 octobre 2010)
5. Crime et châtiment (6 octobre 2010)
6. Menaces (7 octobre 2010)
7. Tu paries ? (8 octobre 2010)
8. Cyber Zurbaran (11 octobre 2010)
9. Anxiolytiques (12 octobre 2010)
10. Flagrant délit (13 octobre 2010)
11. Attirances (14 octobre 2010)
12. Sombre passé (15 octobre 2010)
13. Match au sommet (18 octobre 2010)
14. Revanches (19 octobre 2010)
15. Maitriser ses pulsions (20 octobre 2010)
16. Danger imminent (21 octobre 2010)
17. Panique ! (22 octobre 2010)

#### Saison 4
1. Souvenirs de vacances (25 octobre 2010)
2. Maman à tout âge (26 octobre 2010)
3. Contrôles positifs (27 octobre 2010)
4. Les liens du sang (28 octobre 2010)
5. La vérité nue (29 octobre 2010)
6. Fils à papa (1er novembre 2010)
7. Coming-out (2 novembre 2010)
8. La bonne excuse (3 novembre 2010)
9. Tourner la page (4 novembre 2010)
10. Usurpation d'identité (5 novembre 2010)
11. Chantage (8 novembre 2010)
12. Anniversaire surprise ! (9 novembre 2010)
13. La vie de bohème (10 novembre 2010)
14. Le père prodigue (11 novembre 2010)
15. Zurbagay (12 novembre 2010)
16. L'art de la séduction (15 novembre 2010)
17. Le transit de Vénus (16 novembre 2010)
18. La fête des célibataires (17 novembre 2010)
19. Photos volées (18 novembre 2010)
20. Soirée sans alcool (19 novembre 2010)
21. Le mariage (22 novembre 2010)

#### Saison 5
1. Soirée privée (23 novembre 2010)
2. Photos compromettantes (24 novembre 2010)
3. Suspicions (25 novembre 2010)
4. Le compte est bon (26 novembre 2010)
5. Secrets révélés (29 novembre 2010)
6. Rivalités (30 novembre 2010)
7. Dérapages (1er décembre 2010)
8. Le grand saut (2 décembre 2010)
9. Tout a un prix (3 décembre 2010)
10. Triangle (6 décembre 2010)
11. Daniela (7 décembre 2010)
12. La justice ou l'amour (8 décembre 2010)
13. Retrouvailles (9 décembre 2010)
14. Les adieux (10 décembre 2010)

#### Saison 6
1. Suppression de poste (26 septembre 2011)
2. Activités extrascolaires (27 septembre 2011)
3. Distribution de rôles (28 septembre 2011)
4. Invités surprises (29 septembre 2011)
5. Départ et arrivée (30 septembre 2011)
6. Audition (3 octobre 2011)
7. Doutes (4 octobre 2011) (NRJ 12 interrompt la diffusion à cet épisode, en raison des audiences trop basses.)
8. Thérapie de couple (la suite est visible sur le coffret DVD de la saison 6).
9. Piégés
10. Séparation
11. Remords
12. Coup de bluff
13. Démission
14. Lip dub
15. Roméo et Juliette
16. Tricherie
17. Résultats d'examens
18. Choisir avec son cœur
19. Rencontre inattendue
20. Le pacte
21. L'heure des choix

#### Saison 7
Elle est sortie le 7 mars 2012 sur June. Ce DVD comporte un épisode bonus exclusif sur les meilleurs moments de la série présenté par Javier Calvo et un clip vidéo musical
Le générique de cette saison a été remixé et comporte aussi les bruitages, qui sont présents dans la VO.
1. Révolution
2. Nouvelles règles
3. Une victoire méritée
4. Petits secrets
5. La forme et le contenu
6. De l'élève au maître
7. Que de temps perdu
8. N'oublie jamais mon nom
9. La vie continue
10. Nostalgie
11. Ultimes retrouvailles

Cette saison marque le retour des anciens dans le dernier épisode.

## Diffusion
| Pays       | Chaîne                     | Première diffusion | Titre                 | Saisons diffusées |
| Espagne    | Antena 3                   | 4 février 2008     | Física o química      | 1-7               |
| France     | NRJ 12 ; June              | 24 août 2009       | Physique ou Chimie    | 1-7               |
| Canada     | TOU.TV                     | 2012               | Physique ou chimie    | 1-7               |
| Italie     | Rai 4                      | 4 septembre 2010   | Fisica o chimica      | 1-5               |
| Portugal   | MTV Portugal ; SIC Radical | 2010               | Físico-Química        | 1-7               |
| Costa Rica | Cadena 2                   | 2011               | Física o química      | 1-2               |
| Bulgarie   | bTV                        | 2 août 2011        | Física ili hímiya     | 1-2               |
| Honduras   | HTV-Honduras Television    | 17 janvier 2012    | Adolescentes Rebeldes | 1-3               |

## Placement de produit
La présence de publicité est récurrente au sein de la série, et ce dans quasiment tous les épisodes. Ce placement de produit concerne essentiellement la boisson Fanta, les opérateurs télécom Vodafone et Movistar ainsi que le jeu vidéo Habbo qui apparaît lors de la saison 7, les chaussures Xti et dans une moindre mesure les vêtements Desigual.

## Produits dérivés

### DVD
- Les saisons 1 à 7 sont disponibles en DVD.

### VOD
- Physique ou Chimie - Saison 1
- Physique ou Chimie - Saison 2
- Physique ou Chimie - Saison 3
- Physique ou Chimie - Saison 4
- Physique ou Chimie - Saison 5
- Physique ou Chimie - Saison 6
- Physique ou Chimie - Saison 7

Disponible sur iTunes.
Disponible sur canalplay

### iTunes
- Physique ou Chimie - L'ensemble des saisons (1 à 7) sont disponibles.